# برگشاد، بردع
برگشاد (به ترکی آذربایجانی: Bargyushad) یک منطقهٔ مسکونی در جمهوری آذربایجان است که در شهرستان بردع واقع شده‌است.